# Irmaos sechellarum
Irmaos sechellarum là một loài chân đều trong họ Irmaosidae. Loài này được Ferrara & Taiti miêu tả khoa học năm 1983.